# Adcatomus ciudadus
Adcatomus ciudadus is een spinnensoort in de taxonomische indeling van de jachtkrabspinnen (Sparassidae).
Het dier behoort tot het geslacht Adcatomus. De wetenschappelijke naam van de soort werd voor het eerst geldig gepubliceerd in 1880 door Ferdinand Karsch.